# Hanna Gadban
Hanna Gadban, född i Irak, är en svensk feministisk och politiskt liberal samhällsdebattör. Hon är liberal muslim och kritiker av islamism och hederskultur. 

## Biografi
Gadban, som är född och uppvuxen i Irak, har gått lärarutbildning med interkulturell profil, och blev årets alumn 2013 vid Södertörns högskola med motiveringen att hon "på kort tid [har] etablerat sig som en välkänd och orädd samhällsdebattör". Hon har därefter avlagt en masterexamen vid Stockholms universitet. Hon arbetar som grundskollärare i Stockholm och bor på Lidingö. Hon har bytt personuppgifter på grund av hot, och heter inte längre Gadban.

## Författarskap
Hanna Gadban beskriver i boken Min Jihad : Jakten på liberal islam (2015) sin väg till en stark personlig tro, sin inre kamp (Jihad) mot islamismen och sitt sökande efter en liberal islam som är förenlig med ett tolerant samhälle. I boken redogör hon för de historiska rötterna bakom liberal islam och resonerar om vad i Koranen som muslimer bör betrakta som tidlöst och vad som är färgat av den tid det skrevs i och kan skalas bort. Hon ser samtida kristendom som föredöme för Islams modernisering. 
Gadban beskriver en islamistisk radikalisering och stärkt hederskultur i invandrartäta bostadsområden, där hon hävdar att det existerar självutnämnda Shariapoliser som begränsar kvinnors frihet att klä sig som de vill. Hon beskriver hur islamister har fått en dominerande roll som representanter för Sveriges muslimer vid dialog med naiva svenska politiker, myndigheter och massmedier. Hon hävdar att svenska vänsterdebattörer sviker utsatta flickor som vill frigöra sig från hederskulturen – och som därför kritiserar många konservativa muslimer – när de kallar flickorna för islamofober och rasister. Hon förklarar detta med en kulturrelativism som härrör från den akademiska postkolonialismens värnande om minoritetskulturer. 
Gadban presenterar detaljerad bevisning för koppling mellan den svenska Dawah-rörelsen, wahhabistiska imamer i Sverige och svenska jihadresenärer. Hon drar paralleller mellan manipulativa och totalitära sekter runt om i världen – där mord och självmord har förekommit – och fundamentalistiska väckelserörelser inom islam, exempelvis salafismen och wahhabismen. 
Boken gavs ut på Christer Sturmarks förlag Fri tanke, och har uppmärksammats av flera recensenter och debattörer. Boken drogs tillfälligt tillbaka i oktober 2015 till följd av ett felaktigt utpekande av en person som ekonomisk brottsling. Antirasistiska aktivister hjälpte personen i fråga att få upprättelse samt kritiserade bokens innehåll i en intervju med Dagens Nyheter.
Efter publiceringen av Min Jihad uppgav Gadban i en intervju med Yle att hon som en konsekvens därav blivit utsatt för dödshot och trakasserier.

## Debattör
Gadban var mellan september 2015 och augusti 2016 kolumnist på SvD:s ledarsida, och var omkring den perioden som mest synlig i svensk debatt.
Som debattör har Gadban uppmärksammats för att i hårda ordalag ta avstånd från att föräldrar klär barn i slöja. Hon menar att det så kallade hijabupproret 2013 (då icke-muslimer bar slöja till försvar för islamiska kvinnors rätt att bära slöja utan att bli trakasserade) var kontraproduktivt. Hon föreslår vad kritiker kallar en särlagstiftning specifikt mot hedersbrott. Hon hävdar att det finns en växande reaktionär islam i Sverige som är i en ohelig allians med naiva och undfallande kulturrelativister inom vänstern och myndigheter.
Den bild Hanna Gadban förmedlar av islam i Sverige har kritiserats av företrädare för muslimska organisationer och av antirasister inom Socialdemokrater för tro och solidaritet och Feministiskt initiativ. Hon har också försvarats av flera debattörer.
I samband med att Gadban blev utsedd till årets alumn 2013 vid Södertörns högskola nåddes lärosätet av namninsamlingar och mejl som protest mot att de skulle prisa ”en islamofob”. Hatet blev så stort att polisen kopplades in inför prisutdelningen. Gadban upptäckte att några av de som protesterade hade kopplingar till IS-stödjande islamister, och började 2013 att följa fundamentalisters aktivitet på sociala medier och hur några av dem begav sig till kalifatet. Hon fick 2021 erkännande i en DN-artikel för sina efterforskningar och tidiga varningar om fundamentalism i Sverige, och för att hon har visat att några av de IS-kvinnor som återvänt till Sverige inte var okunniga om våldsideologin och förslavandet av yazidiska kvinnor när de begav sig iväg med sina barn.